# Juillet 1778

## Événements
- 2 juillet :
  - États-Unis : le Congrès continental se réunit de nouveau à l'"Independence Hall" à Philadelphie en Pennsylvanie. C'est donc la capitale jusqu'au 21 juin 1783.
  - Mort de Rousseau.

- 3 juillet :
  - victoire britannique à Wyoming Valley, près de Wilkes-Barre en Pennsylvanie. Massacre de 178 insurgés.
  - La Prusse déclare la guerre à l'Autriche[1]. C'est le début de la guerre de Succession de Bavière (fin en 1779) à la mort de Max-Joseph, mort sans enfants (1777). Pour accorder l’inféodation de la Bavière à l’électeur palatin Charles Théodore, Joseph II annexe Landshut et Straubing, en Basse-Bavière, contre la volonté de sa mère Marie-Thérèse et de Frédéric II de Prusse, ce qui déclenche une crise diplomatique.

- 4 juillet : George Rogers Clark capture Kaskaskia.

- 5 juillet : la Prusse envahit la Bohême, mais doit retirer ses troupes en septembre faute de vivres[1] (guerre des pommes de terre). Joseph II doit renoncer à ses ambitions.

- 10 juillet : à la suite du combat du 17 juin, le roi de France donne l'ordre au duc de Penthièvre, amiral de France, d'armer en guerre contre le Royaume-Uni[2].

- 12 juillet : création de l’assemblée de Berry à Bourges
  - Necker crée des Assemblées provinciales au rôle consultatif pour associer les notables aux administrations locales (l’assemblée de Berry en 1778 et l’assemblée de Haute-Guyenne à Montauban en 1779), ce qui provoque le courroux des Parlements.

- 20 juillet : concordat entre le Portugal et le Vatican[3]. Réorganisation de la censure avec l’accord de Rome qui délègue son pouvoir à une « commission d’examen et de censure des livres ». L’intendant de police poursuit les livres et les auteurs qui « tournent en ridicule et parlent avec mépris de notre sainte religion et du pouvoir suprême auquel nous avons le bonheur d’être subordonnés ».

- 27 juillet : bataille navale entre la France et la Grande-Bretagne au large de l'île d'Ouessant. Il n'y a pas de véritable vainqueur.

## Naissances
- 3 juillet : Carl Ludwig Engel, architecte et peintre allemand et finlandais († 4 mai 1840)
- 6 juillet : Jean-Baptiste Bory de Saint-Vincent (mort en 1846), officier, naturaliste et géographe français.
- 24 juillet : Franz Joseph Schelver, médecin et botaniste allemand († 30 novembre 1832)

## Décès
- 2 juillet : Jean-Jacques Rousseau, écrivain et philosophe genevois.